# هرتتونیمی تئولیسوسالو
منطقه صنعتی تِئولیسوسالو (به فنلاندی: Herttoniemen teollisuusalue) یک منطقهٔ مسکونی در فنلاند است که در اوسیما واقع شده‌است. تئولیسوسالو ۰٫۹۱ کیلومتر مربع مساحت و ۵۵ نفر جمعیت دارد.